# Adriaan Wink
Adriaan (Ad) Wink (Aalten, 18 september 1925 - 5 januari 2010) was een predikant in de Gereformeerde Gemeenten in Nederland (buiten verband).

## Biografie
Wink werd geboren in Aalten Achterhoek. Op 26 augustus 1970 werd hij als predikant in het ambt bevestigd in de Gereformeerde Gemeenten in Nederland te Veenendaal. In 1980 kwam ds. Wink met ds. J. de Groot te Rijssen en ds. A. van den Berg te Gouda buiten het verband van de Gereformeerde Gemeenten in Nederland te staan. Naast de genoemde gemeenten ontstonden ook in Dinteloord, Middelburg, Nieuwerkerk en IJsselmuiden afgescheiden gemeenten. Na het overlijden van ds. De Groot en ds. Van den Berg, beide in 2004, was ds. Wink enkele jaren de enige predikant binnen de Gereformeerde Gemeenten in Nederland (buiten verband). De begrafenisdienst werd geleid door ds. A. P. van der Meer uit Sint Philipsland, de enige predikant uit de Oud Gereformeerde Gemeenten buiten verband.

## Na zijn dood
Na de dood van ds. Wink keerden drie van de zeven gemeenten (Gouda, Nieuwerkerk (Zld) en Middelburg) terug naar de Gereformeerde Gemeenten in Nederland. Vanuit Rijssen en Veenendaal gingen honderden leden over.
- International Standard Name Identifier: 0000 0003 9519 441X
- Nederlandse Thesaurus van Auteursnamen: 343077906
- Virtual International Authority File: 289914971
- WorldCat: E39PBJvhr8PbQfBBbcYj9PwHmd